# GGG Stadtbibliothek Basel

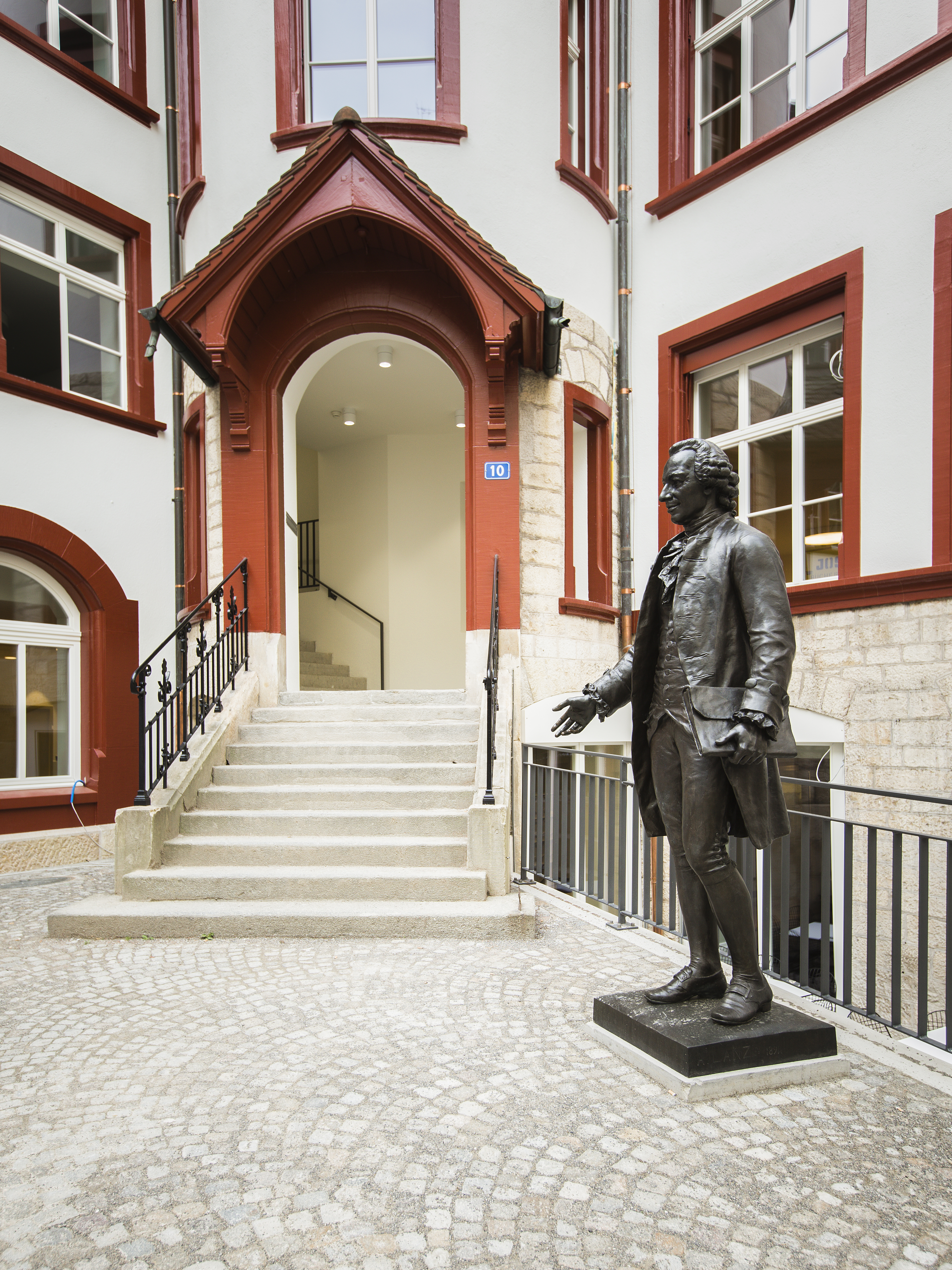
Die 2015 renovierte GGG Stadtbibliothek Schmiedenhof mit der Statue des Gründers der GGG Isaak Iselin.

Historisches Plakat für die Bibliotheken der GGG

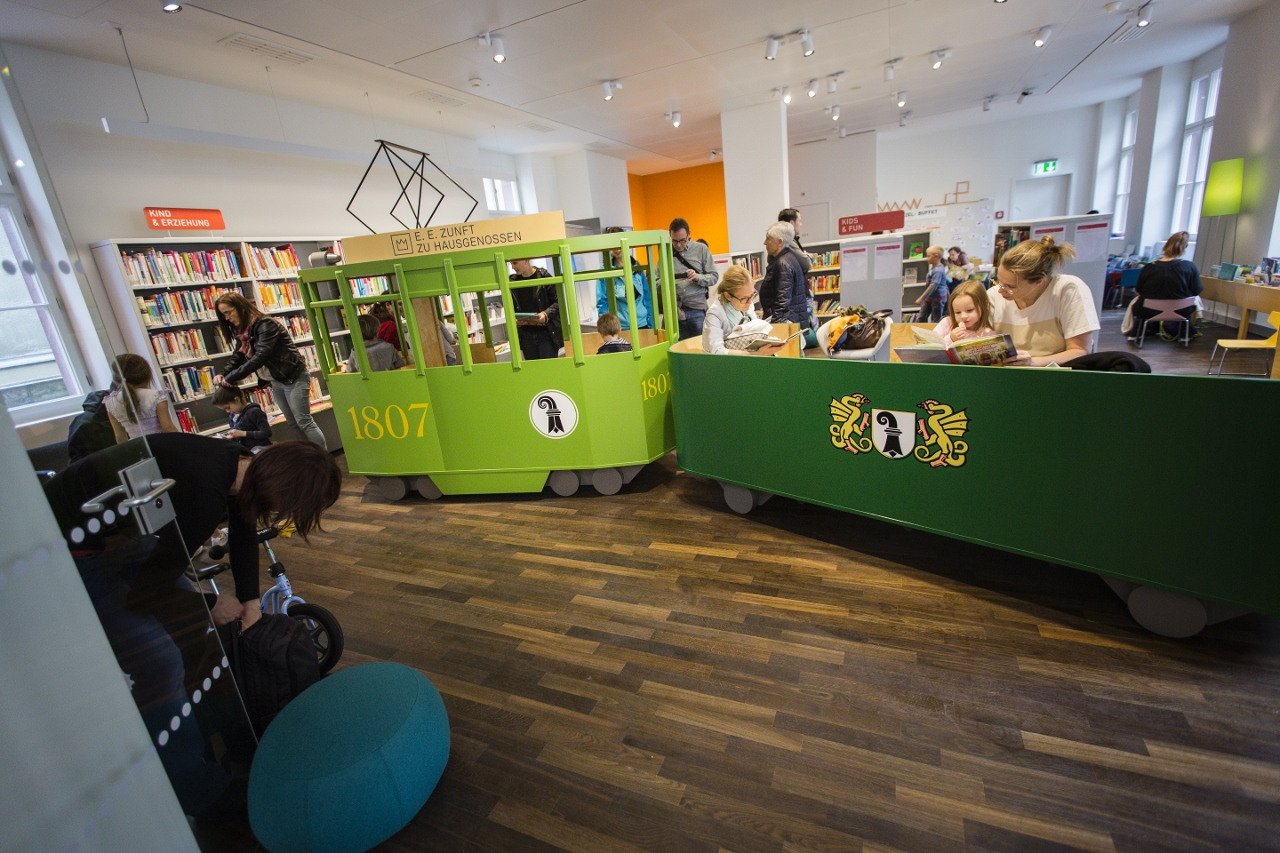
In der Kinderzone (Bibliothek Schmiedenhof) erfreut sich die Nachbildung des Basler «Drämmli» riesiger Beliebtheit bei Jung und Alt.

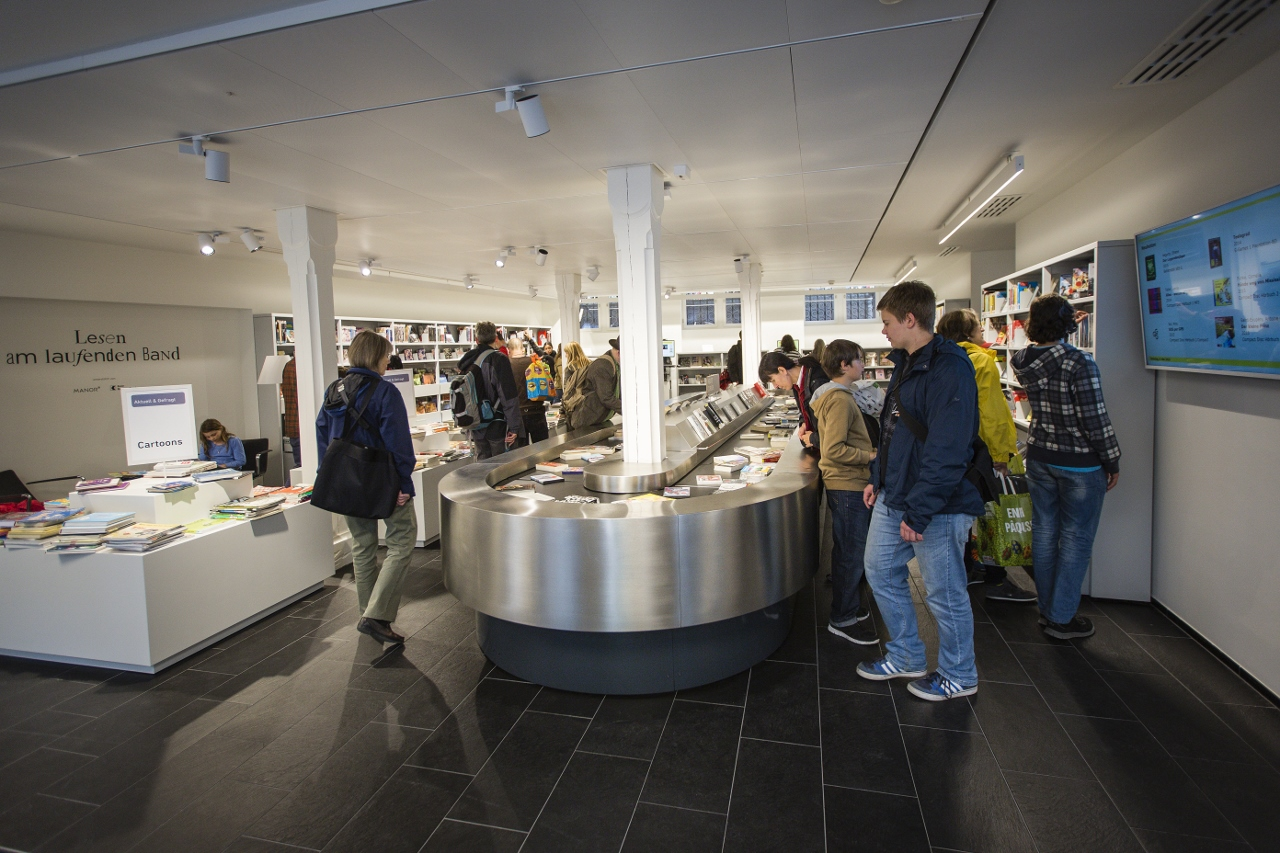
Die «Sushi-Bar» (Bibliothek Schmiedenhof) bietet schmackhafte Häppchen: Bücher, die kürzlich zurückgegeben wurden.

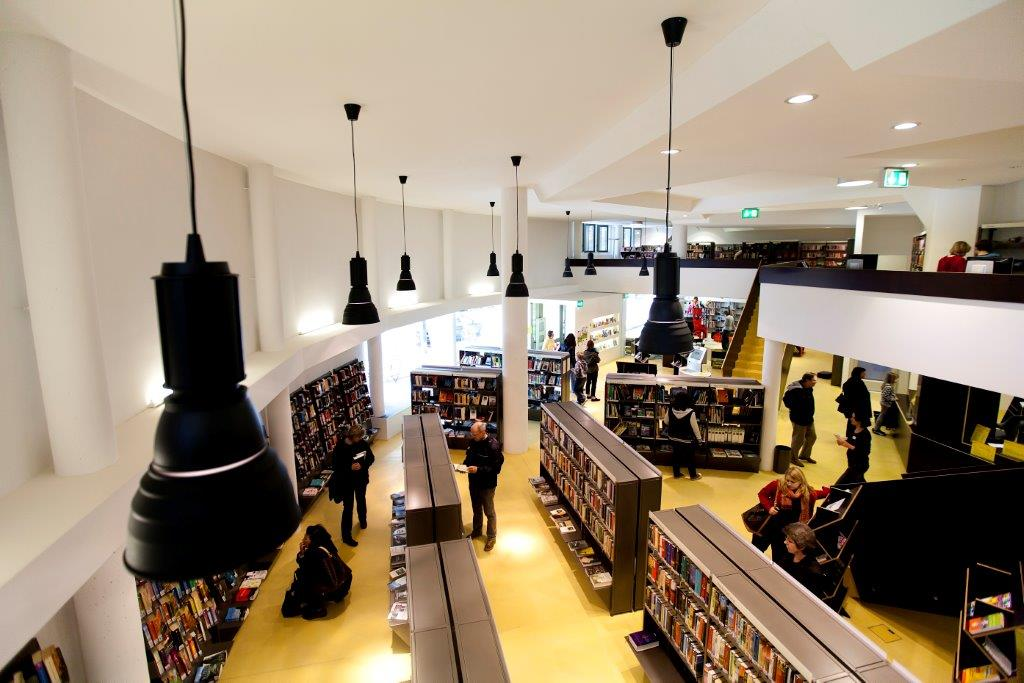
Die grosszügige Quartier-Bibliothek Basel West.

Die GGG Stadtbibliothek Basel ist eine öffentliche Bibliothek in Basel. In neun Filialen finden sich Medien vom Buch bis zu Computerspielen. Die Gemeinde- und Schulbibliothek Binningen im  Kanton Baselland ist ebenfalls dem Netz der GGG Stadtbibliothek angeschlossen.

## Geschichte
Die GGG Stadtbibliothek Basel geht auf die Gründung der «Lese-Anstalt für die Jugend» im Jahr 1807 durch die Gesellschaft für das Gute und Gemeinnützige Basel (GGG) zurück. Die Lese-Anstalt wurde als Gegenstück zur bestehenden Allgemeinen Lesegesellschaft Basel gegründet. Diese war der männlichen Oberschicht vorbehalten. Die Gründerväter der Lese-Anstalt wollten ausser der literarischen Grundversorgung aber auch einen Gegenpol zur neu geltenden Presse- und Religionsfreiheit mit kommerziellen Büchereien und deren Angebot von «schlüpfrigen Romanen» schaffen. Die Jugend sollte zu einer «vernünftigen Bildung» statt «unnützer Lektüre» hingeführt werden.
1823 erweiterte die GGG ihr Angebot mit der Gründung der Bürgerbibliothek und 1842 der Arbeiterbibliothek. Angebot und Ausleihe erfolgten getrennt nach Schicht, Alter und Geschlecht. Der erzieherische Auftrag stand im Vordergrund. So durften die Benutzer pro Monat nur ein Buch mit unterhaltendem Charakter ausleihen.
1884 wurden die Basler Volksbibliotheken durch den gleichnamigen Verein gegründet und nahmen den Betrieb in sechs Filialen auf. Bis 1899 wuchs dieses Netz auf dreizehn Quartierbibliotheken an. 1901 übernahm die GGG diese Filialen und verschmolz sie mit den eigenen Institutionen zu einem städtischen Bibliotheksnetz.
Die Entwicklung zwischen 1897 und 1907 spiegelt die Reformen, die sich auch in anderen Schweizer Städten und in Deutschland vollzogen. Die Bibliotheken erhielten eine einheitliche Verwaltung mit einer Zentrale und einem Filialnetz. Die alters- und schichtspezifischen Institutionen wurden aufgehoben. 1907 eröffnete die GGG die Lesesäle im Schmiedenhof, im Zentrum der Stadt. Die Lesesäle waren an sieben Tagen die Woche nachmittags und abends geöffnet und boten als Novum nicht nur Bücher, sondern auch Zeitungen und Zeitschriften an.
1954 erfolgte der Namenswechsel zu Allgemeine Bibliotheken der GGG (ABG). In den 1960er Jahren vollzogen die ABG den Wechsel zur Freihandbenutzung. 1990 stellten die Bibliotheken ihre Ausleihe auf EDV um und ermöglichten ab 1992 die Katalogabfrage im OPAC und ab 1996 online über das Internet. Ab 2009 wurde die Selbstverbuchung per Radio Frequency Identification (RFID) eingeführt. 2010 änderten die ABG ihren Namen zu GGG Stadtbibliothek Basel.
Von 2014 bis 2015 wurde die Hauptbibliothek Schmiedenhof umfassend renoviert und ausgebaut. Die Publikumsfläche der am 8. Mai 2015 neu eröffneten Bibliothek ist rund doppelt so gross wie zuvor. Kinder und Jugendliche haben je eine eigene Abteilung, das Parterre mit der «Sushi-Bar» (s. Bild) bietet einen schnellen Service, im 4. Stock befindet sich die ruhige Lesezone. Ein Café – 1777 Kaffee Restaurant Bar – inspiriert von der modernen Wiener Kaffeehaus-Kultur und mit viel Retro-Charme ergänzt die Bibliothek aufs Beste.
Im Jahr 2019 wurde am Lothringerplatz mit der Filiale St. Johann JUKIBU die siebte Quartierbibliothek und zehnte Filiale im Netz eröffnet. Sie ist durch den Anschluss der ehemaligen JUKIBU (Internationale Kinder- und Jugendbibliothek) an das Netz der GGG Stadtbibliothek Basel entstanden und bietet einen grossen Bestand an fremdsprachigen Medien für Kinder und Jugendliche sowie einen kleinen Bestand in Deutsch und Englisch für Erwachsene. 
Im Zuge der Öffnungsbeschränkungen wegen der Corona-Pandemie realisierte die Stadtbibliothek 2020 kurzfristig einen sehr beliebten Bestell- und Heimlieferservice, der heute zum festen Angebot gehört. 
Ebenfalls 2020 wurde kult.kino mit der Filmstreaming-Plattform myfilm.ch Partner der Stadtbibliothek.
Seit Mai 2021 gehört die Theaterbibliothek im Foyer des Theaters Basel zum Netz dazu.
Seit Ende 2021 sind die Filialen Breite, Gundeldingen und Neubad sowie ab Frühjahr 2022 auch Hirzbrunnen und ab Frühjahr 2023 die Bibliothek Schmiedenhof "Open Libraries" und somit auch ausserhalb der bedienten Öffnungszeiten, von früh morgens bis spät abends und am Wochenende, zugänglich. Ermöglicht wird dies durch eine neue RFID-Bibliothekskarte für alle Kundinnen und Kunden ab 16 Jahre sowie Kinder und Jugendlicher in Begleitung eines Erwachsenen.

## Organisation
Die als Verein organisierte Gesellschaft für das Gute und Gemeinnützige Basel ist Trägerin der Stadtbibliothek Basel. Die GGG wählt die «Kommission der GGG Stadtbibliothek», welche die Verantwortung für den Betrieb der Bibliotheken trägt. Die Führung der Stadtbibliothek liegt in den Händen der Direktion sowie der Mitarbeiterinnen und Mitarbeiter.
2023 gehören die nachfolgend aufgeführten Bibliotheken zum Netz der GGG Stadtbibliothek Basel.
Basel-Stadt:
- Bibliothek Schmiedenhof (Hauptbibliothek), Im Schmiedenhof 10, 4001 Basel
- Bibliothek Basel West, Allschwilerstrasse 90, 4055 Basel, die auch die English Public Library beherbergt
- Bibliothek Bläsi, Bläsiring 85, 4057 Basel
- Bibliothek Breite, Zürcherstrasse 149, 4052 Basel
- Bibliothek Gundeldingen, Güterstrasse 211, 4053 Basel
- Bibliothek Hirzbrunnen, Bäumlihofstrasse 152, 4058 Basel
- Bibliothek Neubad, Neuweilerstrasse 67, 4054 Basel
- Bibliothek St. Johann JUKIBU, Lothringerplatz 1, 4056 Basel

Im Auftrag der Gemeinde:
- Gemeinde- und Schulbibliothek Binningen, Hauptstrasse 71, 4102 Binningen

Im Auftrag des Erziehungsdepartementes des Kantons Basel-Stadt die Schulbibliotheken:
- Sandgruben
- St. Alban
- Theobald Baerwart
- Wasgenring

Im Foyer des Theaters Basel: 
- Theaterbibliothek

Ausgeliehene Medien können in allen Bibliotheken und in die Rückgabekästen bei allen Bibliotheken sowie in der Buchhandlung Bider & Tanner in Basel zurückgegeben werden. Ausserdem bietet die Stadtbibliothek einen Bestell- und Heimlieferservice an. Medien können in alle Filialen oder nach Hause bestellt werden.

## Finanzierung
Die Stadtbibliothek Basel wird in erster Linie aus Steuergeldern finanziert, also vom Kanton Basel-Stadt (Zahlen sind jeweils im Jahresbericht zu finden). Einen grösseren Beitrag leistet die GGG als Trägerin der Stadtbibliothek. Die übrigen Einnahmen stammen aus Benutzungsgebühren und Spenden. Für Leseförderungsprojekte wie beispielsweise das Gratis-Abonnement für Kinder und Jugendliche der Stadt Basel oder die Anschaffung von Medien für Kinder ist die Stadtbibliothek auf Spenden angewiesen. Als einzige öffentliche Bibliothek der Schweiz betreibt die Stadtbibliothek Basel ein professionelles Fundraising.

## Bestand
Die GGG Stadtbibliothek Basel verfügt über rund 300'000 Medien, wovon Printmedien den Hauptharst ausmachen. Rund 40 Prozent der Medien sind Ton- und Bildträger sowie PC-Games. In den Filialen sind fremdsprachige Bücher, von Albanisch bis Türkisch, erhältlich. Die Medien der Stadtbibliothek Basel können über einen Online-Katalog abgefragt und bestellt werden.

## Leseförderung und Kinderanimation
Mit über 1000 Veranstaltungen jährlich für Kinder und Jugendliche – von Hausaufgabenhilfe und Leseanimationen bis zu Kulturprogrammen und Filmnächten – sowie mit der Gratis-Mitgliedschaft für diese Altersgruppe fördert die Stadtbibliothek Basel ihre Leselust. Bücherbanden, Värsli-Spiele, Forschen und Entdecken und vieles mehr begeistern die Kleineren für Sprache und Lektüre.
Seit 2012 finden Jugendliche in mehreren Bibliotheken Ansprechpersonen, die nur für sie da sind. Die Jugendarbeiter bieten Unterstützung bei Hausaufgaben und Bewerbungen, leihen ein offenes Ohr bei Sorgen und Nöten und fördern mit vielen Kreativprogrammen sowohl die Medien- als auch die Sozialkompetenz junger Menschen.
Seit 2006 betreibt die Stadtbibliothek in Zusammenarbeit mit dem Ressort Kultur des Erziehungsdepartementes Basel-Stadt eine Leseförderungsstelle in Kleinhüningen, einem Quartier mit einem hohen Anteil von fremdsprachigen Bewohnern.
In der Bibliothek St. Johann JUKIBU finden regelmässig mehrsprachige Anlässe für Kinder statt. 